# Trinitat Vella
Trinitat Vella – stacja metra w Barcelonie, na linii 1. Stacja została otwarta w 1983.